# Ребриков, Корней Григорьевич
Корней Григорьевич Ребриков (6 сентября 1902, Михайловка, область Войска Донского — 13 июля 1984, Москва) — советский военачальник, участник гражданской и Великой Отечественной войн, генерал-майор (15.09.1943).

## Начальная биография
Корней Григорьевич Ребриков — происхождением из древнего казачьего рода етеревских казаков. Родился на хуторе Большом Етеревского юрта Усть-Медведицкого округа Области Войска Донского (ныне х. Большой в составе Городского округа города Михайловка, Волгоградской области). Начальное образование получил окончив церковно-приходскую школу при храме во имя Покрова Пресвятой Богородицы в х. Большом.

## Военная служба

### Гражданская война
В октябре 1920 года добровольцем поступил в ряды РККА и направлен на учёбу в Военную школу инструкторов физического воспитания Кавказского фронта, после окончания которой в марте 1921 года назначен на должность старшего инструктора спорта отдельного военно-спортивного центра и заведующего учебной частью одного из уездных центров Донской области, (бывш. 2-го Донского округа Области Войска Донского). Но в декабре 1921 года К. Г. Ребриков уволен в запас «как не достигший призывного возраста». Член ВКП(б) с 1920 года.

### Межвоенное время
В мае 1922 года был вновь призван в ряды РККА, после чего назначен на должность инструктора допризывной подготовки отдела всевобуча Управления мобилизации 2-го Донского округа. С ноября 1922 года исполнял должность для поручений Усть-Медведицкого окружного военкомата, а в сентябре 1924 года назначен на должность политрука караульной команды Царицынского артиллерийского склада. С марта 1926 года служил в составе 31-го артиллерийского полка (31-я стрелковая дивизия) на должностях политрука артиллерийского дивизиона и начальника полковой школы.
В сентябре 1927 года направлен на учёбу на артиллерийские курсы усовершенствования командного состава, дислоцированные в городе Детское Село, после окончания которых в сентябре 1928 года направлен в 15-й артиллерийский полк (15-я стрелковая дивизия, Украинский военный округ), дислоцированный в Николаеве, где служил на должностях командира учебного взвода, политрука батареи, ответственного секретаря партбюро полка, командира артиллерийского дивизиона, помощник начальника штаба полка.
В марте 1933 года назначен командиром артиллерийского дивизиона 43-го стрелкового полка, а в апреле того же года был направлен на учёбу в Военную академию имени М. В. Фрунзе, после окончания в ноябре 1936 года направлен в 59-ю стрелковую дивизию (ОКДВА), дислоцированную в Уссурийской области, где служил в должности начальника штаба артиллерии дивизии и начальника штаба 59-го артиллерийского полка.
В июле 1937 года назначен на должность помощника начальника 2-го отделения 1-го отдела штаба ОКДВА, а в июне 1938 года — на должность начальника штаба 39-го стрелкового корпуса (1-я Отдельная Краснознамённая армия).
В декабре 1939 года направлен на учёбу в Академию Генштаба РККА.

### Великая Отечественная война
В июле 1941 года назначен на должность заместителя начальника штаба 19-й армии по тылу, в составе которой принимал участие в боевых действиях во время Смоленском сражении. Вскоре исполнял должность начальника организационно-планового отдела управления тыла 52-й и 4-й армий (Ленинградский фронт).
В апреле 1942 года назначен на должность старшего помощника начальника, затем — на должность заместителя начальника оперативного отдела штаба Волховского фронта, в июне — на должность командира 24-й стрелковой бригады, в июле — на должность заместителя начальника штаба и начальника оперативного отдела штаба 59-й, а затем 2-й ударной армий, а в октябре — на должность начальника штаба 6-го гвардейского стрелкового корпуса. В марте 1943 года был с должности снят «как не справившийся с работой» и в апреле назначен на должность командира 266-й стрелковой дивизии, которая принимала участие в боевых действиях во время Донбасской и Запорожской наступательных операций, а также в ликвидации никопольского плацдарма противника на Днепре и освобождении городов Первомайск, Артёмовск и Константиновка.
25 октября 1943 года получив контузию направлен на лечение в госпиталь, и после выздоровления в декабре того же года назначен на должность начальника штаба 3-й гвардейской армии, принимал участие в ходе разработки планов боевых действий армии во время Никопольско-Криворожской и Проскуровско-Черновицкой наступательных операций.
С мая 1944 года находился на лечении по болезни, и после выздоровления в сентябре того же года назначен на должность командира 56-й стрелковой дивизии, а 10 октября — на должность командира 112-го стрелкового корпуса, который принимал участие в ходе Рижской наступательной операции и освобождении восточной части Риги, а затем в освобождении Юрмалы и блокаде противника в Курляндском котле на территории нынешней Западной Латвии.

### Послевоенная карьера
В апреле 1946 года генерал-майор К. Г. Ребриков был назначен начальником Организационно-мобилизационного управления Главного управления кадров НКО, в мае 1947 года — помощником командующего по строевой части 4-й армии (Закавказский военный округ), в январе 1948 года — заместителем начальника Организационного управления Главного организационного управления Генштаба, а в январе 1950 года — начальником 6-го направления 10-го отдела 2-го Главного управления Генштаба, в апреле 1951 года преобразованного затем в 10-е управление Генерального штаба.
В июле 1953 года назначен начальником военной кафедры Московского инженерно-экономического института, а в апреле 1955 года переведён на должность начальника военной кафедры Московского государственного университета. С апреля 1956 года уволен в запас армии.
Умер 13 июля 1984 года в Москве, похоронен на Троекуровском кладбище Москвы.

## Награды
- Орден Ленина (06.05.1946)[1];
- Пять[2] орденов Красного Знамени (23.04.1943[3], 04.09.1944[4], 14.10.1944[5], 03.11.1944[6], 17.05.1951[7]);
- Орден Суворова II степени (17.09.1943)[8];
- Орден Кутузова II степени (29.06.1945)[9];
- Орден Красной Звезды (25.10.1938)[10][7];
- Медаль «За оборону Ленинграда» (21.06.1945)[11];
- Медаль «За победу над Германией в Великой Отечественной войне 1941—1945 гг.» (1945);
- Знак «50 лет пребывания в КПСС»;
- Знак «Участнику Хасанских боёв».

## Память
Именем генерала Ребрикова названа одна из улиц в его родном селении хуторе Большом Михайловского района Волгоградской области, на доме, в котором родился жил Корней Ребриков с 1902 по 1920 годы, установлена мемориальная табличка.